# Sport Events Steinforth

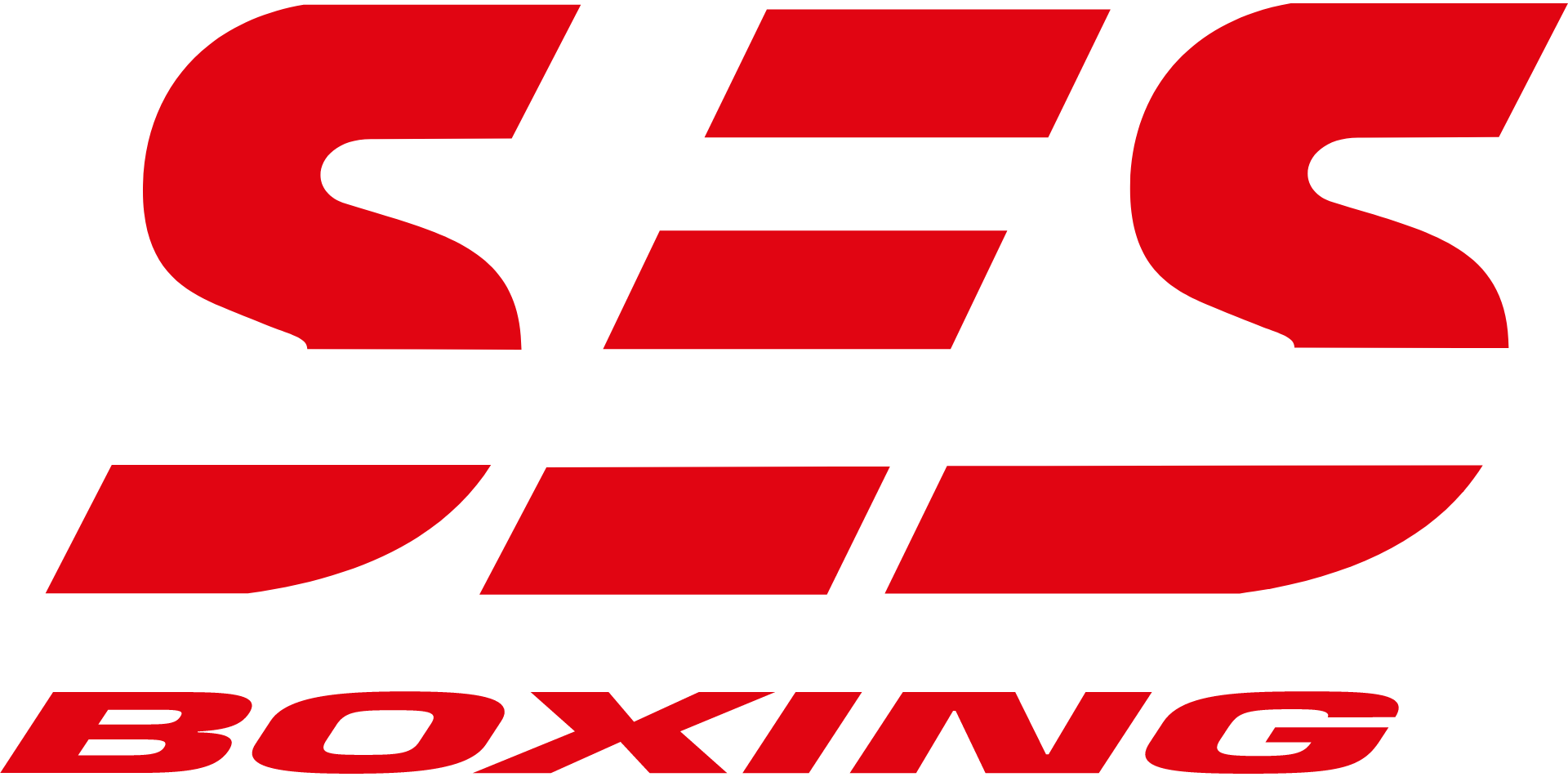
Logo – SES BOXING–Sport Events Steinforth

SES BOXING (Sport Events Steinforth GmbH) ist ein deutscher Boxstall mit Sitz in Magdeburg.

## Geschichte
Die Box-Promotion wurde am 16. März 2000 in Magdeburg von Ulf Steinforth gegründet. SES BOXING organisiert eigene Boxveranstaltungen, die regelmäßig vom nationalen und internationalen TV ausgestrahlt werden, darunter Europa- und Weltmeisterschaften. Viele Jahre war SES BOXING auch Kooperationspartner der Universum Box-Promotion. SES BOXING hat weit über 100 Profi-Box Veranstaltungen im In- und Ausland mit den Fernsehsendern Sat1, ZDF, Pro7, RTL, SKY, Eurosport und Sport1 veranstaltet. Seit 2016 überträgt der MDR (Mitteldeutscher Rundfunk) unter dem Banner „Sport im Osten – Boxen Live“ die Boxgalas von SES BOXING.

## Erfolge
WBC/WBO/IBF/WBA Weltmeister:
- Robert Stieglitz (IBF u. WBO Weltmeister, Super-Mittelgewicht)
- Jan Zaveck (IBF Weltmeister, Weltergewicht)
- Lukáš Konečný (WBO Weltmeister, Halb-Mittelgewicht)

EBU-Europameister:
- Agit Kabayel (Schwergewicht)
- Dominic Bösel (Halbschwergewicht)
- Robin Krasniqi (Super-Mittelgewicht)
- Nina Meinke (Federgewicht)

## Trainer
Die aktuellen Trainer im SES-Team sind Dirk Dzemski und Robert Stieglitz in Magdeburg, Stefan Kuehne in Berlin, Sükrü Aksu in Düsseldorf und Lukáš Konečný in Usti n. Labem (Tschechien). Ehemalige SES-Trainer sind Uli Wegner und Werner Kirsch.

## Boxerinnen
SES BOXING feierte zahlreiche Weltmeisterschaftsgewinne bei den Frauen mit:
- Natascha Ragosina
- Christina Hammer
- Susi Kentikian
- Ramona Kühne

## Boxer
Zu den bekanntesten Boxern von SES BOXING zählen oder zählten:
- Robert Stieglitz, WBO-Weltmeister im Super-Mittelgewicht.
- Mohammed Rabii, AIBA-Weltmeister 2015 und Olympia Bronze Rio 2016.[6]
- Jan Zaveck, IBF-Weltmeister im Weltergewicht.
- Robin Krasniqi, EBU-Europameister im Super-Mittelgewicht.
- Lukáš Konečný, WBO-weltmeister im Halbmittelgewicht.
- Agit Kabayel, EBU-Europameister im Schwergewicht.
- Dominic Bösel, EBU-Europameister im Halbschwergewicht.
- Tom Schwarz, WBO-Intercontinental Champion, WBC und WBO Youth Champion im Schwergewicht.
- Francesco Pianeta, Zweifacher WM-Herausforderer im Schwergewicht.
- Adam Deines, IBF-Intercontinental Champion im Halbschwergewicht.
- Enrico Kölling, IBF-WM-Herausforderer[7]
- Stefan Härtel, Olympiateilnehmer[8]
- Philipp Nsingi, Deutscher Meister im Weltergewicht.
- Dirk Dzemski, Deutscher Meister im Mittelgewicht.
- Malik Dziarra, Internationaler Deutscher Meister im Supermittelgewicht.
- Oliver Güttel, WBC-Junioren-Weltmeister.
- Timo Hoffmann, IBF-Intercontinental-Champion im Schwergewicht.
- Serdar Şahin, Deutscher Meister im Cruisergewicht.
- Norman Schuster, Deutscher Meister im Weltergewicht.
- Michael Eifert, Herausforderer IBF-Weltmeisterschaft im Halbschwergewicht